# Contextual Query Language
「Contextual Query Language 」 (CQL) は、検索エンジン・書誌学・博物館の収集情報といった情報検索システムへの問い合わせ（クエリ）結果を表示する為の形式言語である。かつて「Common Query Language 」の名称を使用していた。

## 概要
Z39.50の意味論 (セマンティック) を重視したセマンティック検索に基づいており、その設計目標は、人間が読んだり書いたりできる問い合わせ内容で、より複雑な問い合わせ言語の表現力を維持しながら言語が直感的であることである。アメリカ議会図書館の部局の一部である「 Z39.50メンテナンス局」 によって開発および保守業務が行われている。

## クエリ構文の例

### 簡単なクエリ
```
dinosaur
"complete dinosaur"
title = "complete dinosaur"
title exact "the complete dinosaur"
```

クエリの意味:
恐竜
"完全な恐竜"
タイトル= "完全な恐竜"
タイトル完全に "完全な恐竜"

### Booleanを用いたクエリ
```
dinosaur or bird
Palomar assignment and "ice age"
dinosaur not reptile
dinosaur and bird or dinobird
(bird or dinosaur) and (feathers or scales)
"feathered dinosaur" and (yixian or jehol)
```

クエリの日本語訳:
恐竜や鳥
パロマーの割り当てと "氷河期"
恐竜ではない爬虫類
恐竜と鳥や鳥類
（鳥や恐竜）と（羽や鱗）
"羽をつけた恐竜" および（ixianまたはjehol）

### 索引(index)にアクセスする為のクエリ
```
publicationYear < 1980
lengthOfFemur > 2.4
bioMass >= 100
```

クエリの日本語訳:
公開年 <1980
大腿部の長さ > 2.4
生物の質量 >= 100

### ドキュメント内の単語同士の近接(proximity)に基づくクエリ
```
ribs prox/distance
<
=5 chevrons
ribs prox/unit=sentence chevrons
ribs prox/distance>0/unit=paragraph chevrons
```

クエリの日本語訳:
肋骨 近接/距離<= 5シェブロン
肋骨 近接/単位=文章 シェブロン
肋骨 近接/単位/距離>0/単位=段落 シェブロン

### 複数のディメンションにわたるクエリ
```
date within "2002 2005"
dateRange encloses 2003
```

クエリの日本語訳:
データ 以内 "2002 2005"
データ配列 囲む 2003

### 適合性(relevance)に基づくクエリ
```
subject any/relevant "fish frog"
subject any/rel.lr "fish frog"
```

クエリの日本語訳:
主題 任意の/適合する "魚 カエル"
主題 任意の/rel.lr "魚 カエル"
- 後者の例では、ロジスティック回帰に特定のアルゴリズムを使用することを指定している[3]。